# Boerhavia heimerlii
Boerhavia heimerlii är en underblomsväxtart som beskrevs av Friedrich Vierhapper. Boerhavia heimerlii ingår i släktet Boerhavia och familjen underblomsväxter. Inga underarter finns listade i Catalogue of Life.